# Lungarno Serristori
Il lungarno Serristori è quel tratto della sponda sud dei lungarni fiorentini che va dal Ponte alle Grazie a piazza Poggi.
Vi si trovano Palazzo Serristori, da cui prende il nome, la Casa museo Rodolfo Siviero e vi si affaccia anche piazza Demidoff, sede di un giardino ottocentesco con un monumento di Lorenzo Bartolini, sulla quale prospettano diversi locali notturni.

## Storia
Il lungarno venne creato nella seconda metà del XIX secolo, sacrificando alcune architetture a ridosso del fiume, come la pittoresca Mulina di San Niccolò, verso la quale si dirigeva un camminamento pensile che la collegava al palazzo, opera di Giuseppe Manetti del 1803. Lo stesso palazzo Serristori fu decurtato di un'ampia fetta di giardino e fu necessaria la creazione di una nuova facciata sul fiume, opera di Mariano Falcini.
Al n. 25 una targa ricorda il soggiorno di Rainer Maria Rilke. 